# La verdad (sèrie de televisió espanyola)
La verdad és una sèrie de televisió espanyola de suspens produïda per Mediaset España en col·laboració amb Plano a Plano per la cadena Telecinco. És protagonitzada per Elena Rivera, Jon Kortajarena, Lydia Bosch, Ginés García Millán i José Luis García Pérez.

## Producció
La sèrie va ser gravada en 2016, però la seva estrena s'ha anat posposant fins a arribar a 2018. En la roda de premsa de Mediaset España de 2018, es va anunciar per a febrer i més tard es va concretar que seria el dia 14, fins i tot fent un compte enrere en xarxes socials, però a causa d'un moviment de contraprogramació es va cancel·lar tres dies abans. Des de llavors, la sèrie es va continuar promocionant tres mesos més, fins que la germana italiana de Telecinco, Canale 5, la va anunciar per al dia 25 de maig, així Mediaset España es va veure obligada a emetre abans el capítol, anunciant pocs dies abans l'estrena. Finalment es va estrenar el 21 de maig.

## Sinopsi
Després de desaparèixer en estranyes circumstàncies quan era petita, Paula, reapareix convertida en una maca i enigmàtica noia de 17 anys. Marcos, un ambiciós policia, és l'encarregat de la recerca, sobretot perquè el relat de la noia està plagat d'incògnites que fan dubtar de la seva veracitat. La noia és retornada als seus pares, però ningú està segur del tot que ella sigui realment qui diu que és. Sobretot Lalo, un veterà periodista, que tira més llenya al foc assegurant que si la família ha rebut a la nena sense fer-se preguntes és perquè té alguna cosa a amagar. Un misteri difícil de desembolicar per a un inexpert policia com Marcos, més quan sembla incapaç de resistir-se a l'enigmàtica, sensual i perillosament atractiva personalitat de Paula, un animal ferit que només persegueix una cosa: aconseguir que la vulguin, costi el que costi.

## Repartiment[2]

### Repartiment principal
- Lydia Bosch - Lidia McMahón Negueruela
- Jon Kortajarena - Marcos Eguía
- Elena Rivera - Paula García McMahón
- José Luis García Pérez - Eduardo "Lalo" Ruiz
- Ginés García Millán - Fernando García
- Irene Montalà - Alicia Costa

### Repartiment secundari
- Ana Álvarez - Ana Llanos
- Juan Messeguer - Enrique McMahón (Episodi 1 - Episodi 14)
- Oriol Puig - Toni García McMahón
- Esmeralda Moya - Laura Santos (Episodi 2 - Episodi 15)
- Pedro Mari Sánchez - Luis Fonseca (Episodi 1 - Episodi 7; Episodi 9 - Episodi 12; Episodi 15 - Episodi 16)
- Xavier Estévez - Ramiro Lousa (Episodi 1 - Episodi 7; Episodi 9 - Episodi 13; Episodi 15)
- Susi Sánchez - Comisaria (Soledad) Laguna

#### Amb la participació de
- Berta Ojea - Rosario Abad

#### Amb la col·laboració especial de
- Paco Marín - Andrés Herrera (Episodi 1)
- Sergio Peris-Mencheta - Ricardo Vega (Episodi 3 - Episodi 6)

### Repartiment recurrent
- Leire Zuazua - Andrea López (Episodi 1 - Episodi 7; Episodi 9 - Episodi 10; Episodi 12 - Episodi 15)
- Ayoub El Hilali - Bashir (Episodi 1 - Episodi 5; Episodi 7 - Episodi 10; Episodi 12 - Episodi 16)
- Juan Carlos Vellido - Izquierdo (Episodi 1 - Episodi 3)
- Mariana Cordero - Adela, madre de Andrés Herrera † (Episodi 1 - Episodi 2; Episodi 4)
- Carme Chaparro - Ella mateixa, presentadora d'Informatius (Episodi 2)
- Tomás del Estal - Arregui (Episodi 2; Capítulo 5 - Episodi 7)
- Juan Blanco - Márquez (Episodi 2; Episodi 4; Episodi 6 - Episodi 7; Episodi 13 - Episodi 14; Episodi 16)
- Adrián Lamana - Pablo (Episodi 3 - Episodi 4)
- Javier Tolosa - Crespo (Episodi 3 - Episodi 7; Episodi 9 - Episodi 12; Episodi 15 - Episodi 16)
- Darko Peric - Mijael Varanov (Episodi 4)
- Cristina Alarcón - Luisa (Episodi 6)
- Carlos García Cortázar - Pedro (Episodi 6)
- Javier Cifrián - Fuente de Lalo (Episodi 6)
- Paco Churruca - Estibador que veu l'assassinat de Ricardo Vega (Episodi 6 - Episodi 9)
- Raúl Tejón - Inspector Sánchez (Episodi 7; Episodi 10 - Episodi 14)
- Alfredo Villa - Inspector Garrido (Episodi 7; Episodi 11 - Episodi 15)
- Lina Gorbaneva - Irina (Episodi 7 - Episodi 8; Episodi 10 - Episodi 12)
- Felipe García Vélez - Pare de Ricardo Vega (Episodi 8)
- Amparo Vega León - Jutgessa (Episodi 8)
- Julius Cotter - Hugh Fleming (Episodi 8 - Episodi 10; Episodi 13 - Episodi 15)
- María de Nati - Marta Rivelles (Episodi 8 - Episodi 9; Episodi 12)
- Santiago Meléndez (Episodi 8)
- Oleg Kricunova - Petrov (Episodi 9; Episodi 11 - Episodi 15)
- Nancy Yao - Prostituta (Episodi 12)
- Juan Motilla - Cirilo (Episodi 12 - Episodi 16)
- Paqui Horcajo - Puri (Episodi 13 - Episodi 16)

## Temporades i episodis
| Part  | Part  | Episodis | Estrena               | Final                  | Audiència mitjana | Audiència mitjana | Audiència mitjana |
| Part  | Part  | Episodis | Estrena               | Final                  | Espectadores      | Quota             |                   |
| ----- | ----- | -------- | --------------------- | ---------------------- | ----------------- | ----------------- | ----------------- |
|       | 1     | 8        | 21 de maig de 2018    | 19 de juliol de 2018   | 2 041 000         | 13,9%             |                   |
|       | 2     | 8        | 7 de novembre de 2018 | 26 de desembre de 2018 | 1 657 000         | 11,7%             |                   |
| Total | Total | 16       | 2018                  | 2018                   | 1 852 000         | 12,8%             |                   |

### Primera temporada (Part 1)
| N.º (serie) | N.º (temp.) | Títol                  | Director(s)                         | Guionista(s)                                                     | Data d'emissió       | Audiència         |
| ----------- | ----------- | ---------------------- | ----------------------------------- | ---------------------------------------------------------------- | -------------------- | ----------------- |
| 1           | 1           | «La jaula abierta...»  | Norberto López Amado                | Aitor Gabilondo                                                  | 21 de maig de 2018   | 2 856 000 (17,2%) |
| 2           | 2           | «La sombra de la duda» | Noberto López Amado i Iñaki Mercero | Aitor Gabilondo, Virginia Yagüe, Olga Salvador i Mauricio Romero | 28 de maig de 2018   | 2 483 000 (15,4%) |
| 3           | 3           | «Vivir con miedo»      | Noberto López Amado i Iñaki Mercero | Aitor Gabilondo, Virginia Yagüe i Daniel Martín Serrano          | 4 de juny de 2018    | 2 102 000 (13,3%) |
| 4           | 4           | «Secretos de familia»  | Jorge Dorado                        | Aitor Gabilondo, Virginia Yagüe i Susana Sánchez Carvajal        | 12 de juny de 2018   | 2 150 000 (14,3%) |
| 5           | 5           | «Corre, Sara, corre»   | Jorge Dorado                        | Aitor Gabilondo, Virginia Yagüe i Carmen Fernández Villalba      | 19 de juny de 2018   | 1 793 000 (11,9%) |
| 6           | 6           | «Jugar con fuego»      | Iñaki Mercero                       | Aitor Gabilondo, Virginia Yagüe i Daniel Martín Serrano          | 26 de juny de 2018   | 1 847 000 (13,0%) |
| 7           | 7           | «Líneas rojas»         | Iñaki Mercero                       | Aitor Gabilondo, Virginia Yagüe i Susana Sánchez Carvajal        | 12 de juliol de 2018 | 1 471 000 (11,9%) |
| 8           | 8           | «Sara, Sarita, chula»  | Fernando Bassi                      | Aitor Gabilondo, Pablo Tobías, Olga Salvador i Mauricio Romero   | 19 de juliol de 2018 | 1 665 000 (14,4%) |

### Primera temporada (Part 2)
| N.º (serie) | N.º (temp.) | Títol                             | Director(s)      | Guionista(s)                                                             | Data d'emissió         | Audiència         |
| ----------- | ----------- | --------------------------------- | ---------------- | ------------------------------------------------------------------------ | ---------------------- | ----------------- |
| 9           | 1           | «Sábado»                          | José Ramos Paíno | Carmen Fernández Villalba, Olgar Salvador i Mauricio Redondo             | 7 de novembre de 2018  | 1 846 000 (12,7%) |
| 10          | 2           | «Galerna»                         | José Ramos Paíno | Daniel Martín Serrano i Carmen Fernández Villalba                        | 14 de novembre de 2018 | 1 675 000 (11,9%) |
| 11          | 3           | «Adiós, Irina»                    | Iñaki Mercero    | Carmen Fernández Villalba                                                | 21 de novembre de 2018 | 1 686 000 (12,6%) |
| 12          | 4           | «Sara te quiere»                  | Iñaki Mercero    | Mauricio Romero                                                          | 28 de novembre de 2018 | 1 674 000 (12,3%) |
| 13          | 5           | «Cada vez más profundo»           | José Ramos Paíno | Olga Salvador                                                            | 5 de desembre de 2018  | 1 435 000 (10,1%) |
| 14          | 6           | «Nunca más»                       | José Ramos Paíno | Susana Sánchez Carvajal                                                  | 12 de desembre de 2018 | 1 605 000 (11,8%) |
| 15          | 7           | «El camino, la mentira y la vida» | Iñaki Mercero    | Daniel Martín Serrano                                                    | 19 de desembre de 2018 | 1 627 000 (11,7%) |
| 16          | 8           | «Deseos cumplidos»                | Iñaki Mercero    | Carmen Sánchez Villalba, Daniel Martín Serrano y Susana Sánchez Carvajal | 26 de desembre de 2018 | 1 709 000 (10,4%) |

### Especial:La noche de "La verdad"
| Programes emesos | Programes emesos | Programes emesos | Programes emesos  | Programes emesos |
| N.º              | Data d'emissió   | Espectadors      | Quota de pantalla |                  |
| ---------------- | ---------------- | ---------------- | ----------------- | ---------------- |
| 1                | 14/02/2018       | 1 162 000        | 6,2%              |                  |
| 2                | 21/05/2018       | 1 602 000        | 8,5%              |                  |
| 3                | 12/07/2018       | 1 138 000        | 8,7%              |                  |
| 4                | 19/07/2018       | 1 302 000        | 10,0%             |                  |